# Olearia monticola
Olearia monticola là một loài thực vật có hoa trong họ Cúc. Loài này được F.M.Bailey mô tả khoa học đầu tiên năm 1895.